# Rhaphium anale
Rhaphium anale är en tvåvingeart som först beskrevs av Becker 1918.  Rhaphium anale ingår i släktet Rhaphium och familjen styltflugor. Inga underarter finns listade i Catalogue of Life.